# Pegasus (Band)
Pegasus ist eine Schweizer Band aus Biel/Bienne. Die Band besteht aus Noah Veraguth (Leadgesang, Gitarre, Klavier), Gabriel Spahni (Bass, Gesang), Stefan Brønner (Schlagzeug, bürgerlich: Stefan Brenner) und Simon Spahr (Gesang, Gitarre).
Pegasus gehören zu den erfolgreichsten Popbands der Schweiz. Die Band wurde bereits mehrfach mit Platin und Gold sowie drei Swiss Music Awards ausgezeichnet und erreichte zahlreiche Single-Hits und eine eineinhalbjährige Chart-Platzierung mit dem Album Love & Gunfire. Live spielte Pegasus auf grossen Festivals und Tourneen in der Schweiz und als Vorgruppe von Hurts auf deren Europatournee sowie an Festival- und Klubshows in Deutschland, Österreich, Belgien, Japan, Hongkong und Singapur.

## Geschichte

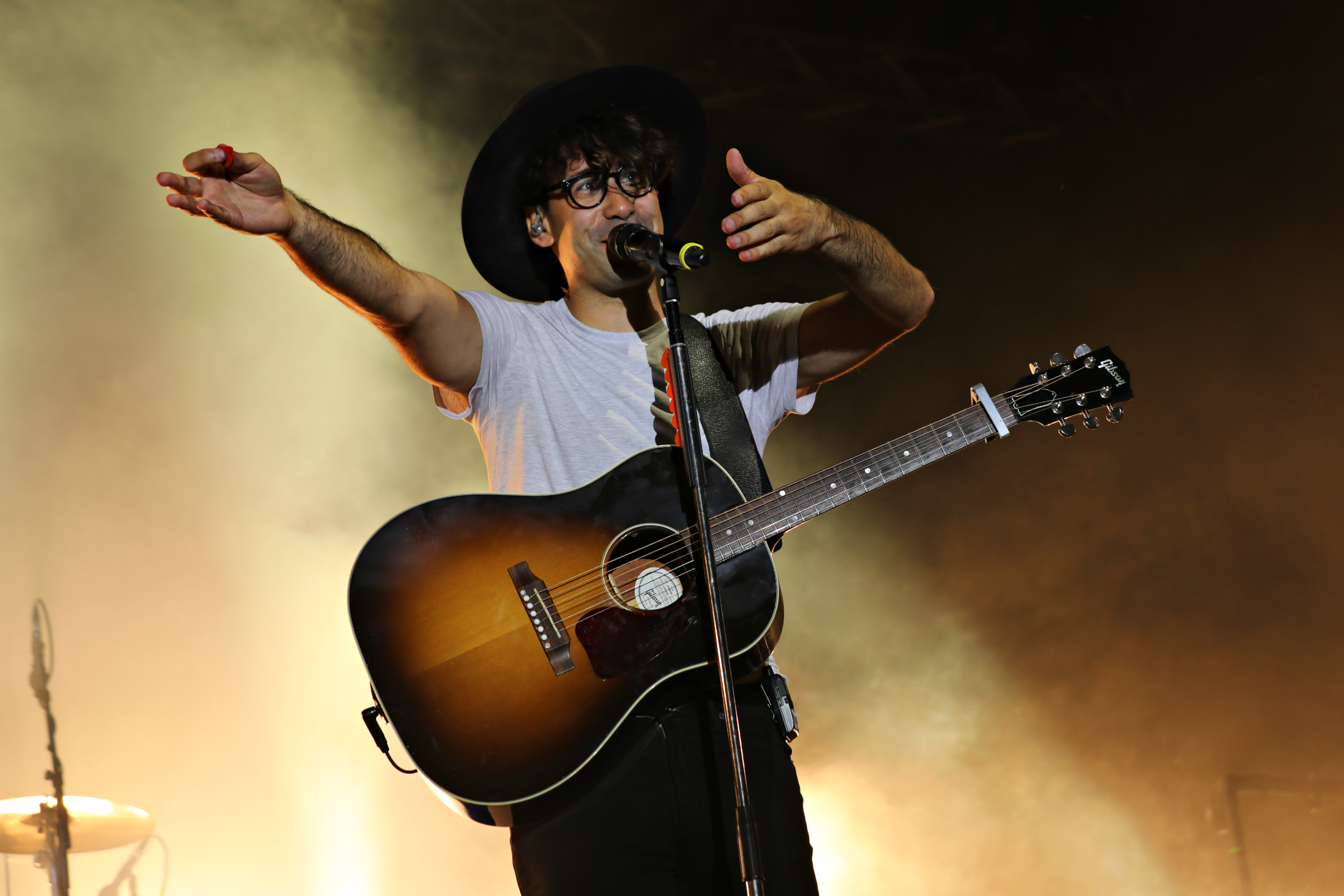
Noah Veraguth (2018)

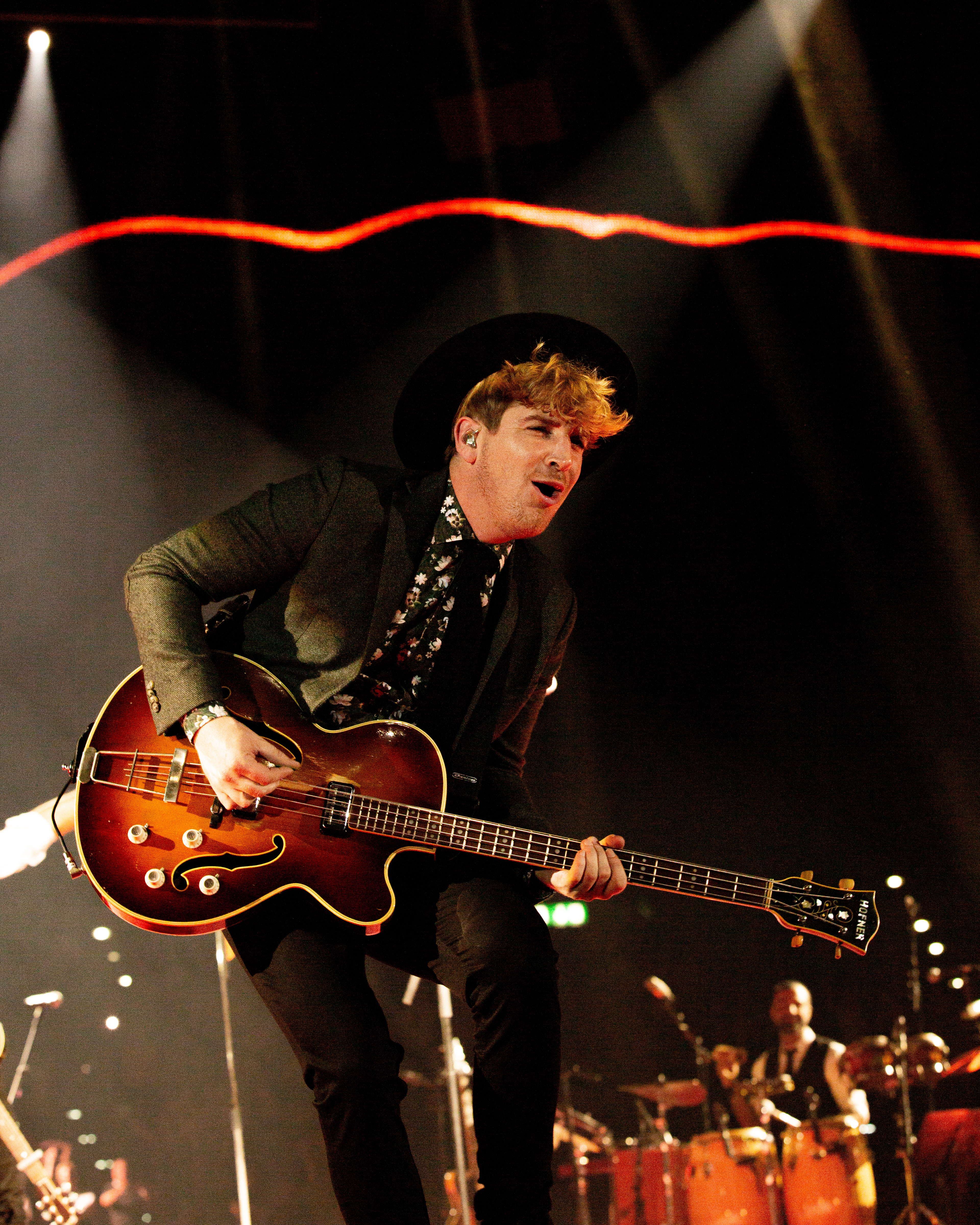
Gabriel Spahni (2021)

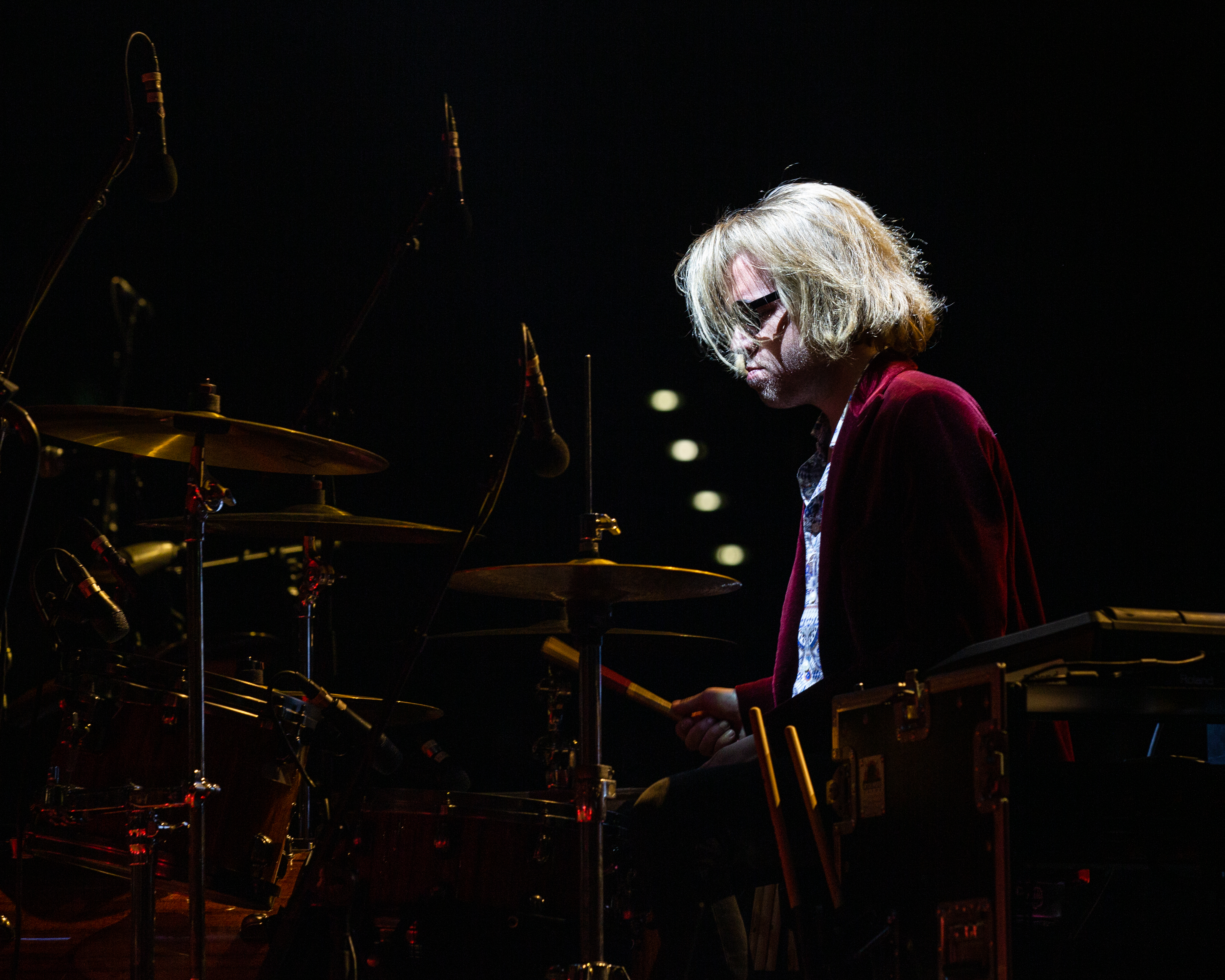
Stefan Brønner (2021)

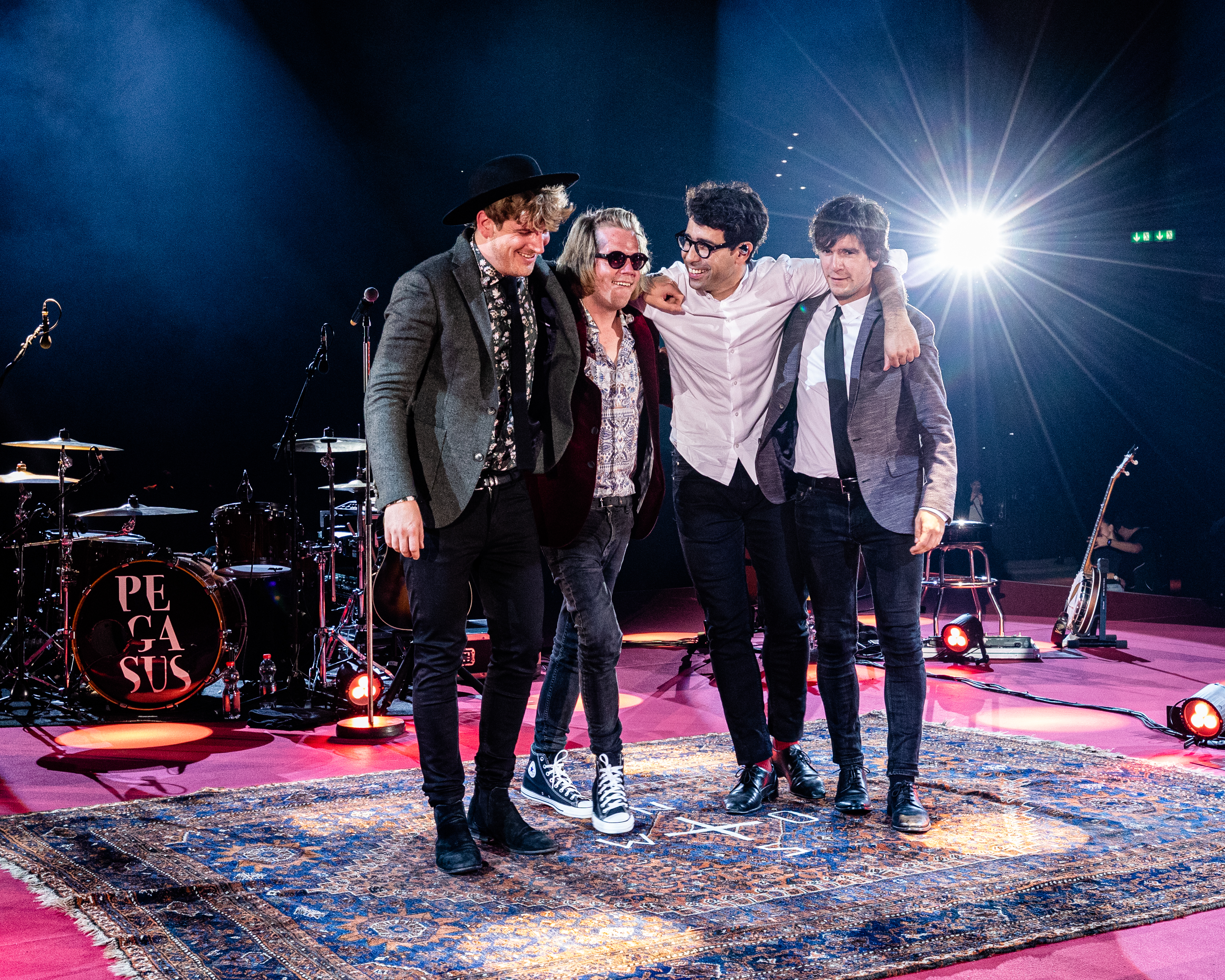
Pegasus Live (2021)

### Die Anfänge
Noah Veraguth, Simon Spahr und Gabriel Spahni sind zusammen an derselben Strasse in Biel aufgewachsen und unterhielten schon in sehr jungen Jahren die Quartierbewohner mit kleinen Konzerten in Wohnzimmern, Kellern oder im Park. Später kam Stefan Brønner als Schlagzeuger hinzu. Ihre ersten musikalischen Einflüsse waren die Beatles und andere Pioniere des Rock ’n’ Roll.

### A Place to Be
2007 peilte die Band ihren ersten Plattenvertrag an und dokumentierte zusammen mit den Filmemachern Andreas Pfiffner und Simon Baumann die schwierigen Verhandlungen und die Aufnahmen für ihr Debütalbum A Place to Be in der ersten Web-Doku der Schweiz. A Place to Be wurde 2007 von Kritikern und Publikum positiv aufgenommen. Das Quartett wurde im selben Jahr von DRS3 zum Swiss-Top-Sieger gekürt, von der SUISA-Stiftung zum Newcomer des Jahres gewählt und für einen Prix Walo nominiert. Ebenfalls wurde Hope Music im Schweizer Fernsehen ausgestrahlt und die Band durfte im Rahmen ihrer A Place to Be - Tour im Hallenstadion vor 13.000 Zuschauern den Auftritt von Joe Cocker eröffnen. Diverse grosse Open Airs (u. a. Gurtenfestival, Blue Balls Luzern) gehörten ebenfalls zu den Highlights ihrer ersten Tournee.

### Heroes & Champions
Pegasus zogen sich 2008 wieder ins Studio zurück und nahmen ihr zweites Album Heroes & Champions mit dem Schweizer Produzenten Thomas Fessler und (Florian Ast, Plüsch, Sina sowie Adrian Stern) auf. Das Album wurde im April 2009 veröffentlicht. Wieder durfte die Band an grossen Open Airs spielen (Open Air St. Gallen,  Stars Of Sounds Aarberg, Open-Air Huttwil, Gena-Festival Genf) und als Vorgruppe von Coldplay im Stade de Suisse in Bern auftreten. Im März 2010 wurde die Band für Heroes & Champions mit einem Swiss Music Award (Best Newcomer National 2009) ausgezeichnet und machte mit einem Auftritt am Eurosonic-Festival in Groningen die ersten Erfahrungen im Ausland.

### Human.Technology
Die Studioarbeit zum nächsten Pegasus-Album begann im September 2010. Die Band entschied sich für eine Zusammenarbeit mit den Produzenten Roman Camenzind und Fred Herrmann, die den vorgesehenen Wandel des Pegasus-Sounds umgesetzt haben.
Am 13. Mai 2011 feierte der neue Pegasus-Sound mit Rise Up (Black Dog) die Premiere an den Schweizer Radios. Der Song fungierte als Vorbote des kommenden Albums Human.Technology. Das Album wurde am 16. September 2011 schweizweit veröffentlicht und stieg direkt auf Platz 5 der Schweizer Albumcharts.

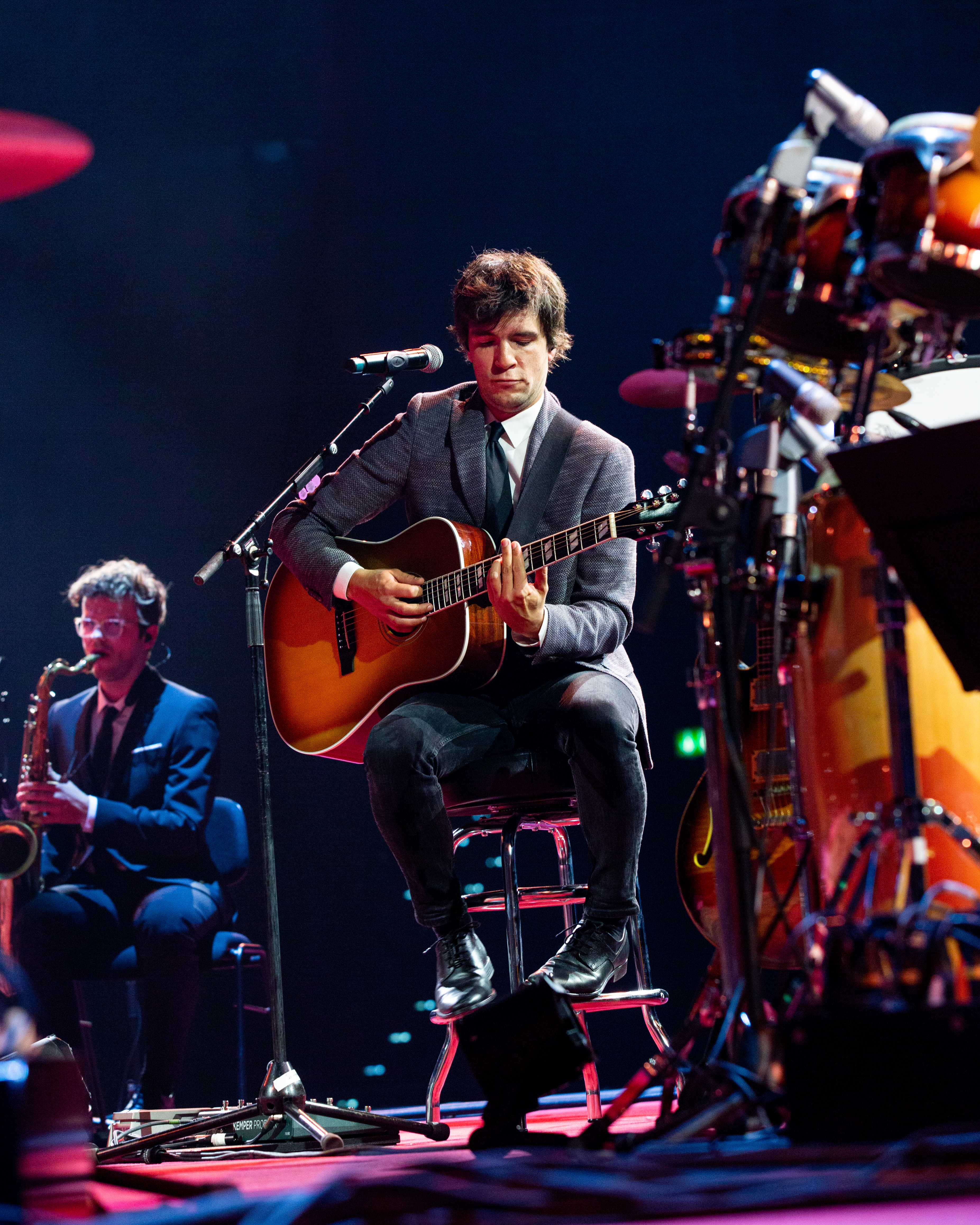
Simon Spahr (2021)

Die Band gab am 19. Juni 2012 bekannt, dass Human.Technology mit über 15'000 verkauften Exemplaren Goldstatus erreicht hat. Am 27. Juli 2012 wurde eine spezielle Edition von Human.Technology veröffentlicht, Human.Technology 2.0, und landete auf Platz 2 der Schweizer Album-Charts. Die neue Single Skyline, die u. a. auch als Schweizer Olympia-Song für London 2012 und das Schweizer Fernsehen eingesetzt wurde, landete am 8. August 2012 auf Platz 1 der Schweizer Single-Charts.

### Im Vorprogramm von Hurts
Im November 2013 begleiteten Pegasus die britische Synthie-Popband Hurts auf ihrer Tournee durch Deutschland, Österreich, Belgien, die Niederlande und Luxemburg.

### Love & Gunfire
Am 14. März 2014 erschien das Album Love & Gunfire, das sich im Spannungsfeld zwischen Liebe und Gewalt, Nähe und Distanz, Fürsorge und Entfremdung bewegte. Das Album hielt sich während 80 Wochen in den Charts. Im November 2015 folgte eine Platin-Edition von Love & Gunfire mit mehreren Live-Aufnahmen sowie der offiziellen Jeder-Rappen-zählt-Single Streets of My Hometown.

### Asien-Tour
Anfangs 2015 sammelten Pegasus erste Live-Erfahrungen in Asien. Singapur, Tokio und Hongkong standen auf dem Programm. Inspiriert durch diese Reise und im Speziellen durch die japanische Kultur entstand der neue Videoclip zum Song Lay Low. Unterstützung zur Umsetzung des Clips erhielten sie von Yumi Mukai, welche als Teezeremonienmeisterin im Museum Rietberg in Zürich tätig ist.

### Solokarriere Noah Veraguth
Was sich bereits bei der Promotion für das Album Human.Technology abzeichnete, nahm ab 2012 Form an: Noah Veraguth wurde in der Promotionsarbeit immer mehr in den Mittelpunkt gerückt. Ende 2012 erreichte er mit dem gemeinsamen Album Noël's Room mit dem Rapper Stress und dem Sänger Bastian Baker den ersten Platz der Schweizer Hitparade. Die Promotion für das Album von 2014 setzte die starke Präsenz des Sängers in den Boulevardmedien fort. So berichtete die Boulevardzeitung Blick in einer Homestory über seinen Umzug nach Zürich und die Schweizer Illustrierte berichtete von einem Konzert in der Hamburger Prinzenbar unter dem Titel Noah Veraguth & Co. in Hamburg.

### Pause von Simon Spahr
Von April 2016 bis Februar 2020 pausierte Simon Spahr. Er kündigte im Januar 2016 an, nach 15 Jahren die Band nach einem letzten Konzert im April 2016 zu verlassen. Als Grund gab er an: «Nach 15 intensiven und wundervollen Jahren Musik, habe ich nun das Bedürfnis, etwas anderes zu machen und mich neu zu orientieren.» Das letzte Konzert gemeinsam mit Simon Spahr fand am Snowpenair am 2. April auf der Kleinen Scheidegg vor Eiger, Mönch und Jungfrau statt. In dieser Zeit wurde er von Martin Deplazes (Ex-Ginger and the Alchemists) ersetzt. Im Februar 2020 kehrte Spahr zur Band zurück.

### Beautiful Life
Am 9. Juni 2017 erschien Pegasus’ fünftes Studioalbum Beautiful Life, welches bei Columbia Sony Music Entertainment Germany veröffentlicht wurde.

### Unplugged + Hallenstadion Unplugged (Live)
Auf Unplugged haben Pegasus ihre musikalische Autobiografie in Form eines Akustik-Albums aufgenommen. Darauf zu hören sind alle ihre Hits, wie Metropolitans, I Take It All und Skyline, als akustische Versionen komplett neu arrangiert. Nach fünf erfolgreichen Studio-Alben, unzähligen Hits und erfolgreichen Tourneen im In- und Ausland haben sich Pegasus zurückgezogen und in der aussergewöhnlichen Zeit der Covid-19-Pandemie einem ganz besonderen Projekt gewidmet.
Die Uraufführung ihres Unplugged Albums feierte die Band am 21. Mai 2021 im Hallenstadion Zürich. Die erste Show in der grössten Eventhalle der Schweiz nach dannzumal 15 Monaten pandemiebedingter Funkstille.
Unplugged erschien am 15. Januar 2021. Das Livealbum der Show Hallenstadion Unplugged (Live) erschien am 12. November 2021.

### Future:Memories
Im Anschluss der Pandemie preschte Pegasus mit dem Album Future:Memories in die Zukunft. Die Songs entstanden fast alle in den letzten paar Jahren. Die Leadsingle Once in a Lifetime liegt schon länger in der Schublade und passte inhaltlich endlich zum Gesamtwerk. Die neun weiteren Songs stehen für einen Neustart, grenzenlosen Optimismus und lassen klassisches Songwriting mit modernem Producing verschmelzen. Musikalisch geht das Album einen Schritt vorwärts in eine stärker elektronische Richtung.

### Zirkus Knie
Das Quartett war von Mai bis Dezember 2024 mit dem Schweizer Nationalzirkus Knie unterwegs und sorgte an den Abendvorstellungen für eine aussergewöhnliche Show.

### Twisted Hearts Club
Mit How Much Can A Heart Break schickte die Band die erste Single des kommenden Albums ins Rennen und bildete den musikalischen Anschluss an Future:Memories. Pegasus versprach ein Album von emotionaler Komplexität, eingebettet in eine Produktion, welche die Band zurückführt zu ihrer Affinität für organischen Sound, den sie einst gelernt haben.
Im Rahmen der Albumveröffentlichung veröffentlichten sie eine SRF DOK Pegasus - Eine Band macht Schluss.

### Ausstieg von Gabriel Spahni und Simon Spahr
Im Januar 2025 wurde kommuniziert, dass Gabriel Spahni und Simon Spahr die Band per Ende 2025 verlassen.

## Diskografie

### Studioalben
Quelle: Offizielle Schweizer Hitparade

| Jahr | Titel               | Höchstplatzierung, Gesamtwochen, AuszeichnungChartsChartplatzierungen (Jahr, Titel, Platzierungen, Wochen, Auszeichnungen, Anmerkungen) | Anmerkungen                                        |
| Jahr | Titel               | CH | Anmerkungen                                        |
| ---- | ------------------- | --- | -------------------------------------------------- |
| 2007 | A Place to Be       | CH49 (1 Wo.)CH | Erstveröffentlichung: 30. März 2007                |
| 2009 | Heroes & Champions  | CH13 (5 Wo.)CH | Erstveröffentlichung: 24. April 2009               |
| 2011 | Human.Technology    | CH2 Platin · (65 Wo.)CH | Erstveröffentlichung: 16. September 2011           |
| 2014 | Love & Gunfire      | CH2 Platin · (84 Wo.)CH | Erstveröffentlichung: 14. März 2014                |
| 2017 | Beautiful Life      | CH5 Gold · (65 Wo.)CH | Erstveröffentlichung: 9. Juni 2017                 |
| 2021 | Unplugged           | CH1 (23 Wo.)CH | Erstveröffentlichung: 15. Januar 2021 Akustikalbum |
| 2022 | Future: Memories    | CH4 (10 Wo.)CH | Erstveröffentlichung: 11. März 2022                |
| 2025 | Twisted Hearts Club | CH1 (13 Wo.)CH | Erstveröffentlichung: 17. Januar 2025              |

### Singles
Quelle: Offizielle Schweizer Hitparade

| Jahr | Titel Album                                                 | Höchstplatzierung, Gesamtwochen, AuszeichnungChartsChartplatzierungen (Jahr, Titel, Album, Platzierungen, Wochen, Auszeichnungen, Anmerkungen) | Anmerkungen                                               |
| Jahr | Titel Album                                                 | CH | Anmerkungen                                               |
| ---- | ----------------------------------------------------------- | --- | --------------------------------------------------------- |
| 2007 | Back on Christmas A Place to Be (Limited Christmas Edition) | CH61 (4 Wo.)CH | Erstveröffentlichung: 26. Oktober 2007                    |
| 2009 | Easy Heroes & Champions                                     | CH52 (4 Wo.)CH | Erstveröffentlichung: 27. Februar 2009                    |
| 2011 | Technology Human.Technology                                 | CH31 (13 Wo.)CH | Erstveröffentlichung: 19. August 2011                     |
| 2011 | Rise Up (Black Dog) Human.Technology                        | CH48 (2 Wo.)CH | Erstveröffentlichung: 11. Juni 2011                       |
| 2012 | Man on Mars Human.Technology                                | CH33 Gold · (15 Wo.)CH | Erstveröffentlichung: 2012                                |
| 2012 | Skyline Human.Technology (2.0)                              | CH1 Platin · (20 Wo.)CH | Erstveröffentlichung: 2012                                |
| 2014 | Digital Kids Love & Gunfire                                 | CH7 (6 Wo.)CH | Erstveröffentlichung: 2014                                |
| 2014 | I Take It All Love & Gunfire                                | CH18 Gold · (22 Wo.)CH | Erstveröffentlichung: 2014                                |
| 2014 | Last Night on Earth Love & Gunfire                          | CH7 (14 Wo.)CH | Erstveröffentlichung: 2014                                |
| 2015 | Lay Low Love & Gunfire                                      | CH49 (6 Wo.)CH | Erstveröffentlichung: 2015                                |
| 2015 | Streets of My Hometown –                                    | CH21 (6 Wo.)CH | Erstveröffentlichung: 2015                                |
| 2017 | Fragments Beautiful Life                                    | CH34 (3 Wo.)CH | Erstveröffentlichung: 3. Februar 2017                     |
| 2017 | Get Over You Beautiful Life                                 | CH76 (4 Wo.)CH | Erstveröffentlichung: 14. April 2017                      |
| 2018 | Metropolitans Beautiful Life                                | CH23 Gold · (11 Wo.)CH | Erstveröffentlichung: 2. Februar 2018                     |
| 2019 | Greatest Show on Earth –                                    | CH54 Gold · (5 Wo.)CH | Erstveröffentlichung: 23. August 2019 mit Aloe Blacc      |
| 2020 | Victoria Line Unplugged                                     | CH19 Platin · (8 Wo.)CH | Erstveröffentlichung: 3. April 2020 feat. Anna Rossinelli |
| 2020 | Better Man Unplugged                                        | CH71 (1 Wo.)CH | Erstveröffentlichung: 23. Oktober 2020                    |

Livealbum
- 2021: Hallenstadion Unplugged (Live)

Weitere Singles
- 2013: Go Out (And Get Her)
- 2017: Lost to Be Found
- 2022: Once in a Lifetime
- 2022: Come Home
- 2024: Champion
- 2024: How Much Can A Heart Break

## Auszeichnungen
- 2007: SUISA Award für Newcomer des Jahres
- 2008: Swiss Top 07 durch DRS 3 (die jüngste jemals ausgezeichnete Band)[17]
- 2010: Swiss Music Award in der Sparte Newcomer National
- 2012: Prix Walo in der Sparte Newcomer
- 2013: Swiss Music Award in der Sparte Best Hit National für Skyline
- 2015: Swiss Music Award in der Sparte Best Hit National für I Take It All
- 2016: Bieler des Jahres 2015, verliehen von der Gratiszeitung Biel-Bienne

## Nominierungen
- 2015: Swiss Music Award in der Sparte Best Group
- 2019: Swiss Music Award in der Sparte Best Group